# Сент-Лио (город, Миннесота)
Сент-Лио (англ. St. Leo) — город в округе Йеллоу-Медисин, штат Миннесота, США. На площади 0,7 км² (0,7 км² — суша, водоёмов нет), согласно переписи 2002 года, проживают 106 человек. Плотность населения составляет 156 чел./км².
- FIPS-код города — 27-57202[1]
- GNIS-идентификатор — 0650790[2]